# Молелеква, Шейла
Шейла Молелеква (англ. Sheillah Molelekwa) — победительница конкурса красоты Мисс Вселенная Ботсвана в 2012 году и официальная представительница Ботсваны на конкурсе Мисс Вселенная 2012.

## Мисс Вселенная Ботсвана 2012
Шейла Молелеква завоевала титул Мисс Вселенная Ботсвана 2012 года во время ежегодного конкурса красоты, состоявшегося в Международном конференц-центре (GICC) в Габороне 14 октября 2012 года.

## Мисс Вселенная 2012
На конкурсе Мисс Вселенная 2012 Шейла не попала в финал.

## Личная жизнь
После детства проведённого с бабушкой в маленькой деревне, она переехала в Габороне вместе с матерью. Она учится в колледже Бото в надежде стать аудитором.